# Pseudoripersia brevipes
Pseudoripersia brevipes är en insektsart som beskrevs av Walter Wilson Froggatt 1933. Pseudoripersia brevipes ingår i släktet Pseudoripersia och familjen ullsköldlöss. Inga underarter finns listade i Catalogue of Life.